# Вайпаху (Гаваї)
Вайпаху або Вайпагу  (англ. Waipahu) — переписна місцевість (CDP) в США, в окрузі Гонолулу штату Гаваї. Населення — 43 485 осіб (2020).

## Географія
Вайпаху розташований за координатами 21°23′8″ пн. ш. 158°0′37″ зх. д. / 21.38556° пн. ш. 158.01028° зх. д. (21.385689, -158.010308).  За даними Бюро перепису населення США в 2010 році переписна місцевість мала площу 7,24 км², уся площа — суходіл.

## Демографія
Згідно з переписом 2010 року, у переписній місцевості мешкало 38 216 осіб у 8383 домогосподарствах у складі 6934 родин. Густота населення становила 5278 осіб/км².  Було 8850 помешкань (1222/км²).
Расовий склад населення:
| - 67,1 % — азіатів - 13,5 % — вихідців з тихоокеанських островів - 3,4 % — білих - 0,8 % — чорних або афроамериканців - 0,1 % — корінних американців |

До двох чи більше рас належало 14,5 %. Частка іспаномовних становила 5,8 % від усіх жителів.
За віковим діапазоном населення розподілялося таким чином: 24,8 % — особи молодші 18 років, 59,4 % — особи у віці 18—64 років, 15,8 % — особи у віці 65 років та старші. Медіана віку мешканця становила 37,0 року. На 100 осіб жіночої статі у переписній місцевості припадало 98,1 чоловіків;  на 100 жінок у віці від 18 років та старших — 95,3 чоловіків також старших 18 років.
Середній дохід на одне домашнє господарство  становив 91 845 доларів США (медіана — 69 665), а середній дохід на одну сім'ю — 94 229 доларів (медіана — 74 262). Медіана доходів становила 37 624 долари для чоловіків та 31 933 долари для жінок. За межею бідності перебувало 13,5 % осіб, у тому числі 19,2 % дітей у віці до 18 років та 10,6 % осіб у віці 65 років та старших.
Цивільне працевлаштоване населення становило 19 169 осіб. Основні галузі зайнятості: мистецтво, розваги та відпочинок — 21,7 %, освіта, охорона здоров'я та соціальна допомога — 16,5 %, роздрібна торгівля — 14,9 %.